# Ismat T. Kittani
Ismat Taha Kittani (en árabe: عصمت طه كتاني‎; Amadiya, 5 de abril de 1929-Ginebra, 23 de octubre de 2001) fue un diplomático iraquí, que se desempeñó como presidente de la Asamblea General de las Naciones Unidas entre 1981 y 1982, durante el trigésimo sexto período de sesiones.

## Biografía
Nacido en Amadiya, en el Kurdistán iraquí, en 1951 se graduó en ciencias políticas e idioma inglés en el Knox College en Galesburg (Illinois, Estados Unidos), gracias a una beca. Regresó a Irak, donde fue profesor de secundaria.
En julio de 1952 se unió al Ministerio de Asuntos Exteriores. Entre 1954 y 1957 fue agregado en la embajada iraquí en Egipto. Ese último año, fue enviado a la misión permanente de Irak ante las Naciones Unidas, siendo miembro de la delegación iraquí en el Consejo de Seguridad, como así también, miembro de varias comisiones de la Asamblea General y de la Comisión de Derechos Humanos de las Naciones Unidas (1958-1961). Entre 1958 y 1959 fue representante permanente interino en Nueva York, y entre 1961 y 1964 fue representante permanente ante la Oficina de la Organización de las Naciones Unidas en Ginebra.
Entre enero de 1964 y 1975 trabajó en la Secretaría General de la ONU, ocupando diversos cargos directivos. En 1973 llegó a ser asistente ejecutivo, con el rango de secretario general adjunto. También fue jefe de personal del secretario general Kurt Waldheim.
En 1975 regresó a Irak como jefe del departamento de organizaciones internacionales del Ministerio de Asuntos Exteriores. Posteriormente fue nombrado subsecretario de dicho ministerio. En esos cargos, fue relator general de la quinta conferencia de la Cumbre de los Países No Alineados, celebrada en Colombo (Sri Lanka) en 1976, y presidente del comité político de la sexta conferencia en La Habana (Cuba) en 1979.
En septiembre de 1981 fue designado presidente de la Asamblea General de las Naciones Unidas para su trigésimo sexta sesión. También ocupó el cargo durante la séptima y novena sesiones especiales de emergencia y durante la decimosegunda sesión especial. En 1985 fue nombrado representante permanente de Irak ante la ONU. En el cargo, defendió al gobierno de Sadam Huseín durante la guerra Irán-Irak y ante la represión contra minoría kurda, pese a que él era de origen kurdo.
Tras retirarse del servicio diplomático iraquí, nunca regresó a su país. Posteriormente, fue consultor del secretario general Javier Pérez de Cuéllar y mediador del secretario general Boutros Boutros-Ghali durante la guerra civil somalí.
Falleció en Ginebra (Suiza), el 23 de octubre de 2001, a causa de un cáncer.